# 野田彩子
野田 彩子（のだ あやこ、1987年7月25日 - ）は、日本の漫画家。徳島県阿南市出身。別名義に新井煮干し子がある。

## 来歴
- 2011年、「鮫島さん」で第49回月刊IKKI新人賞・イキマンを受賞し『わたしの宇宙』でデビュー。[2]
- Webマガジン『ふらっとヒーローズ』にて連載中の『ダブル』で第23回文化庁メディア芸術祭マンガ部門優秀賞を受賞[3]。
- デビュー後も二次創作での同人活動を行っており、同人誌がきっかけとなって別名義「新井煮干し子」でもデビューが決まる。[4] 2012年2月、『OPERA』（茜新社）で『ふしぎなともだち』連載開始。新井煮干し子名義では主にボーイズラブ作品を手掛けている。

## 作品リスト

### 野田彩子名義

#### 連載
- 『わたしの宇宙』（『月刊IKKI』2012年10月 - 2014年3月、全2巻、小学館）
- 『いかづち遠く海が鳴る』(『ヒバナ』2015年3月 - 2016年4月、全2巻、小学館）
- 『潜熱』（『ヒバナ』→『マンガワン』2016年7月 - 2018年7月、全3巻、小学館）
- 『ダブル』（『WEBヒーローズ』→『コミプレ』内『ふらっとヒーローズ』レーベル 2019年1月[5] - 連載中、既刊5巻、ヒーローズ）
- 君のクイズ（原作：小川哲、『OUR FEEL』2025年4月3日[6] - 連載中、祥伝社）

#### 読み切り
- 『窓辺の彼女』（『フィール・ヤング』2月号、2016年1月、祥伝社）[7]

#### アンソロジー
- 『漫画家ごはん日誌』（2015年5月、祥伝社）[8]
- 『刀剣乱舞-ONLINE-コミックアンソロジー 〜ヒバナ散らせ、刀剣男士〜』（2015年10月、小学館）[9]

#### イラスト
- 『『刀剣乱舞-ONLINE-絆』アンソロジーポストカードブック』（2021年7月、ヒーローズ）[10]

### 新井煮干し子名義
- 『ふしぎなともだち』（『OPERA』2012年2月 - 12月、全1巻、茜新社）
- 『アラウンド』（『OPERA』2013年4月 - 2014年7月、全1巻、茜新社）
- 『因果の魚』（『onBLUE』2013年7月 - 2014年7月、全1巻、祥伝社）
- 『渾名をくれ』（『onBLUE』2014年10月 - 2016年4月、全1巻、祥伝社）
- 『化学部のメガネ』（『OPERA』2014年10月 - 2016年4月、全1巻、茜新社）
- 『GATAPISHI』（『号外onBLUE』2016年9月 - 2017年11月、全1巻、祥伝社）
- 『もらってください』（『OPERA』2016年12月 - 2017年10月、全1巻、茜新社）
- 『先輩は女子校生♂』（『OPERA』2018年5月 - 2019年8月、全1巻、茜新社）
- 『ムギくんの胸のうち』（『comic marginal』2020年8月 - 連載中、双葉社）

## メディアミックス

### テレビドラマ
- 『ダブル』（2022年6月 - 8月、WOWOW）、主演：千葉雄大、永山絢斗[11][12]

## その他活動

### 展覧会
- 徳島ニューノーマル映画祭 ・漫画「ダブル」原画展（2021年3月13日 - 19日、阿波おどり会館）[13]
- 画業10周年＆「ダブル」第4巻発売記念展（2021年7月13日 - 25日、ヴァニラ画廊）[14]

### イベント
- スナック野田（配信イベント）
  - 「マンガのダバナシ4　スナック野田」（2020年８月22日）[15]
  - 「マンガのダバナシ9　スナック野田（第2夜）」（2021年5月15日）[16]
- 行け！よしもと漫画研究部！（2022年3月13日（予定）、ヨシモト∞ドーム）[17]